# Rozavlea
Rozavlea è un comune della Romania di 3 508 abitanti, ubicato nel distretto di Maramureș, nella regione storica della Transilvania. 
Nel territorio del comune si trova una chiesa lignea dedicata ai SS. Arcangeli (Sfinții Arhangheli), dichiarata monumento nazionale nel 2000.